# Song Kyung-sub
Song Kyung-sub (* 25. Februar 1971) ist ein ehemaliger südkoreanischer Fußballspieler, der zuletzt bei Suwon Samsung Bluewings spielte. Er war von 2001 bis 2012 Co-Trainer der U-13, U-17 und U-23 von Südkorea. Zuletzt stand er bei Gangwon FC als Trainer unter Vertrag.

## Karriere als Spieler

### Jugendzeit bei der Dankook University
Song Kyung-sub studierte von 1983 bis 1987 an der Dankook University und spielte in dieser Zeit für die Universitätsmannschaft.

### Fußballerkarriere
Erst 1994, sieben Jahre nach seiner Universitätszeit, wurde er von Daewoo Royals unter Vertrag genommen. Er kam dort allerdings in den zwei Spielzeiten zu keinem Einsatz. Zur Saison 1996 wechselte er zu Suwon Samsung Bluewings. In der Saison kam er über die Reservistenrolle nicht hinaus und nur auf zwei Einsätze. Er beendete nach der Saison seine Karriere als Fußballspieler.

## Karriere als Trainer

### Südkoreanische Nationalmannschaft
Von 2001 bis 2002 war er Co-Trainer der Südkoreanischen U-13-Nationalmannschaft. Ab 2002 übernahm er zwei andere Funktionen. Er war von 2002 bis 2012 Co-Trainer der U-17 und der U-23-Nationalmannschaft.

### K League Stationen
2015 verpflichtete der FC Seoul ihn als Co-Trainer des damaligen Trainers Choi Yong-soo. Nach der Saison wurde der Vertrag wieder aufgelöst. 2016 wurde er bei Jeonnam Dragons als neuer Trainer vorgestellt. Es war seine erste Station als Trainer. In den letzten drei Meisterschaftsspielen konnte Jeonnam Dragons kaum punkten. Nach Ende der Saison kündigte er an, als Trainer von den Jeonnam Dragons zurück zutreten. Gegen Ende der Saison 2017 wurde er als neuer Trainer bei Gangwon FC vorgestellt.